# 宗教局
宗教局（しゅうきょうきょく）は、戦前期の内務省、のち文部省の内部部局の一つ。

## 概要
当初、宗教行政は内務省社寺局が所管していたが、1900年（明治33年）4月、神社局と宗教局に分離された。第一・第二課が置かれ、神仏やその他宗教および僧侶や教師に関する業務を所管した。
1913年（大正2年）6月13日、内務省宗教局は廃局となり、新たに文部省宗教局が設置された。教派・宗派・協会・僧侶・教師その他宗教に関する事項、寺院・仏堂に関する事項、古社寺保存に関する事項を管掌した。
1924年（大正13年）12月22日、第一課は宗務課、第二課は古社寺保存課に改称され、1928年（昭和3年）12月1日、古社寺保存課は保存課に改められた。宗教局は1942年（昭和17年）11月1日、改組され教化局となり、局内に総務課・宗教課・文化施設課が置かれた。

## 歴代局長
内務省宗教局長
- 斯波淳六郎：1900年4月27日 - 1913年6月13日（廃局）

文部省宗教局長
- 柴田駒三郎：1913年6月13日 - 1921年3月5日
- 粟屋謙：1921年3月5日 - 1922年6月17日
- 武部欽一：1922年6月17日 - 1924年1月12日
- 下村寿一：1924年1月12日 - 1929年6月30日
- 西山政猪：1929年7月1日 - 1932年4月5日
- 下村寿一：1932年4月5日 - 1934年6月7日
- 菊沢季麿：1934年6月8日 - 1935年4月2日
- 高田休廣：1935年4月2日 - 1937年7月7日
- 松尾長造：1937年7月7日 - 1940年4月12日
- 阿原謙蔵：1940年4月13日 - 1942年10月30日（廃局）